# Modelo anglosajón
El modelo anglosajón o capitalismo anglosajón, así llamado porque es practicado en países de habla inglesa como el Reino Unido, los Estados Unidos, Canadá, Nueva Zelanda, Australia e Irlanda, es un modelo económico capitalista que surgió en la década de 1970, basado en la Escuela de Economía de Chicago, aunque sus antecedentes se remontan al siglo xviii, en el Reino Unido, bajo las ideas del economista clásico Adam Smith. Entre las características de este modelo se encuentran unos bajos niveles de regulación e impuestos y que el sector público proporcione pocos servicios, así como fuertes derechos de propiedad privada, de cumplimiento de contratos, una facilidad general para hacer negocios y pocas barreras al libre comercio.

## Significado
Los partidarios del término «modelo anglosajón» defienden que actualmente las economías de estos países están tan relacionadas entre sí en su orientación liberal y de libre mercado que puede considerarse que comparten un modelo macroeconómico específico. Sin embargo, aquellos que no están de acuerdo con el uso del término afirman que las economías de estos países difieren tanto entre sí como del llamado «capitalismo del bienestar» del norte de Europa y Europa continental.
El modelo anglosajón es confrontado usualmente con el modelo continental, conocido como capitalismo del Rin, economía social de mercado o modelo alemán, pero también es confrontado con el modelo de capitalismo presente en los países nórdicos, el llamado modelo nórdico. La principal diferencia entre estas economías y las economías anglosajonas radica en la extensión de los derechos de negociación colectiva y de las políticas corporativistas. Por otra parte, las diferencias entre las economías anglosajonas pueden ser ilustradas a través de la presión fiscal y la extensión del estado del bienestar. El Reino Unido tiene una presión fiscal significativamente superior a la de los Estados Unidos, y presenta un mayor gasto en el estado del bienestar, como porcentaje del PIB, que los Estados Unidos, y también gasta más que países como los Países Bajos o Islandia. No obstante, esta cifra de gasto es considerablemente inferior a la de Francia o Alemania.
La mayor parte de los países de Europa continental usan modelos de economía mixta, llamados capitalismo del Rin (un término usado especialmente para describir la macroeconomía de Alemania, Francia, Bélgica y los Países Bajos), o su pariente cercano, el modelo nórdico (que se refiere a la macroeconomía de Dinamarca, Islandia, Noruega, Suecia y Finlandia).
El debate entre los economistas sobre cuál modelo económico es mejor gira en torno a perspectivas sobre la pobreza, la seguridad laboral, los servicios sociales y la desigualdad. En general, los partidarios del capitalismo anglosajón defienden que unas economías más liberales producen una mayor prosperidad global, mientras que los defensores de los modelos continentales argumentan que estos producen menos desigualdad y unas menores tasas de pobreza.
El ascenso de China ha atraído la atención sobre un modelo económico alternativo que ha ayudado a impulsar la economía de China durante treinta años desde su apertura en 1978, la economía de mercado socialista o un sistema basado en el llamado «socialismo con características chinas», que China está ofreciendo cada vez más como un modelo de desarrollo alternativo al modelo anglosajón para las economías emergentes de África y Asia.

## Historia del modelo anglosajón
El capitalismo anglosajón tiene sus antecedentes más remotos en el crecimiento y el desarrollo de la economía británica en el siglo xi. Este crecimiento se debió parcialmente a la abundancia de terrenos fértiles y accesibles y a las ricas pesquerías y depósitos minerales de Inglaterra. Sin embargo, sus habitantes no habrían sido capaces de explotar estos recursos tan exitosamente si no se hubieran producido cambios fundamentales en las instituciones inglesas entre los siglos viii y xi. El antiguo sistema de trueque fue sustituido por un nuevo sistema en el que los bienes eran intercambiados por dinero. Además, el precio de estos bienes era determinado por la oferta y la demanda, y por tanto puede considerarse que el modelo anglosajón tiene sus orígenes mucho antes de la década de 1970, ya que el mercado ya influía en algunos elementos del modelo. Una de las razones por las que la economía de mercado se hizo popular en esa época es la llamada «conversión de emergencia», esto es, eventos desastrosos que provocaron cambios en la sociedad y la obligaron a comerciar en el mercado para sobrevivir. La invasión vikinga y la consiguiente subida de impuestos obligaron a los ingleses a desarrollar una economía de mercado; por otra parte, la introducción de dinero y un sistema de justicia por parte de Alfredo el Grande redujo los costes de transacción y, como resultado, estimuló el libre comercio. Globalmente considerada, la fundamental transformación del sistema de asignación de la Inglaterra anglosajona obligó a los individuos a adaptarse a los cambios o quedarse atrás.
En su concepción actual, el modelo anglosajón surgió en la década de 1970 a partir de las ideas de la Escuela de Economía de Chicago. El regreso al liberalismo económico en los países anglosajones se debió fundamentalmente al fracaso de la gestión económica keynesiana para controlar la estanflación en la década de 1970 y principios de la década de 1980. El modelo anglosajón se basó en las ideas de Milton Friedman y los economistas de la Escuela de Chicago y en la sabiduría convencional de las ideas económicas liberales prekeynesianas, que sostenían que el éxito en la lucha contra la inflación depende de la gestión de la oferta de dinero y de la eficiencia en la utilización de los recursos, y que los mercados sin restricciones son los más eficaces para este objetivo.
A finales de la década de 1970, el modelo económico británico de la posguerra estaba en crisis. Después de que el Partido Laborista no consiguiera resolver estos problemas, la tarea de revertir el declive económico del Reino Unido pasó a los Conservadores de Margaret Thatcher. Durante el segundo mandato de Thatcher la naturaleza de la economía y la sociedad británica empezaron a cambiar. El mayor peso de los mercados, la privatización y la reducción deliberada de los restos del modelo socialdemócrata de la posguerra estuvieron influidas por las ideas estadounidenses. La época de Thatcher también resucitó el pensamiento social y económico británico, y no se limitó a importar indiscriminadamente ideas y prácticas estadounidenses. Por tanto, el desplazamiento británico hacia la derecha no provocó una convergencia real hacia las normas socioeconómicas estadounidenses. Sin embargo, con el tiempo, el enfoque británico construyó una proximidad ideológica con los Estados Unidos. Tras un proceso de transferir políticas de los Estados Unidos, se hizo evidente que se estaba formando un modelo económico anglosajón distintivo.

## Tipos de modelos económicos anglosajones
Según algunos investigadores, no todos los modelos económicos liberales son iguales. Hay diferentes tipos y variaciones entre los países que practican el capitalismo anglosajón. Uno de estos tipos es el liberalismo económico neoclásico exhibido por las economías estadounidense y británica. La suposición subyacente de esta corriente es que el mercado autorregulado traduce el inherente egoísmo de los individuos en un bienestar económico general. En el liberalismo económico neoclásico, el mercado competitivo funciona como mecanismo equilibrante, que proporciona tanto bienestar económico como justicia distributiva. Uno de los objetivos principales del liberalismo económico en los Estados Unidos y en el Reino Unido, que fue influido significativamente por las ideas de Friedrich Hayek, es que el Estado debe regular la actividad económica, pero no debe involucrarse como actor en la economía.
El otro tipo de liberalismo económico es el «modelo equilibrado» u ordoliberalismo. El ordoliberalismo pretende establecer un sistema económico ideal que sería más ordenado que la economía de laissez faire defendida por los liberales clásicos. Tras el crac del 29 y la Gran Depresión, los intelectuales alemanes de la escuela de Friburgo defendieron que para asegurar que el mercado funcione correctamente, el gobierno debería adoptar un papel activo, respaldado por un fuerte sistema legal y un marco regulatorio adecuado. Afirmaban que sin un gobierno fuerte, los intereses privados socavarían la competencia económica, que se caracteriza por la ausencia de diferencias en el poder relativo de los agentes.
Los ordoliberales pensaban que se debían separar el liberalismo (la libertad de los individuos para competir en los mercados) y el laissez faire (el libre funcionamiento de los mercados sin la intervención gubernamental). Walter Eucken, el fundador y uno de los representantes más influyentes de la escuela de Friburgo, criticó el liberalismo clásico de laissez faire por su «ingenuidad naturalista». Eucken afirmaba que el mercado y la competencia solo pueden existir si un Estado fuerte crea un orden económico. Los poderes del gobierno deberían estar claramente determinados, pero en los campos en los que el Estado juega un papel, este tiene que ser activo y poderoso. Para los ordoliberales, el gobierno apropiado es la solución del problema. Alexander Rüstow afirmaba que el gobierno debería abstenerse de participar demasiado en los mercados. Estaba en contra del proteccionismo, los subsidios y los cárteles. Sin embargo, sugirió que se debería permitir un intervencionismo limitado en la medida en que fuera «en la dirección de las leyes del mercado». Otra diferencia entre estas dos corrientes es que los ordoliberales veían el principal enemigo de la sociedad libre en los monopolios en lugar del Estado.
Es difícil demostrar empíricamente una influencia directa del ordoliberalismo en países como Australia o Canadá. Sin embargo, el liberalismo económico practicado en estos dos países se parece mucho más al ordoliberalismo alemán que al liberalismo neoclásico de los Estados Unidos y del Reino Unido. Las diferentes interpretaciones de la escuela de pensamiento económico anglosajón y, especialmente, las diferentes percepciones sobre la intervención del Estado en la economía, condujeron a diferencias entre las políticas de estos países, que a su vez condicionaron la relación entre los sectores público y privado.